# Rochusberg (München)
Der Rochusberg in der Münchner Altstadt beginnt an der Salvatorstraße und geht in die Rochusstraße über.

## Geschichte
Die Straßenbezeichnung Rochusberg ist nach dem ehemaligen, 1589 durch Herzog Wilhelm V. erbauten St.-Rochus-Spital und der 1603 entstandenen St.-Rochus-Kapelle benannt, die zuerst dem „Rochusbergel“ und dann der Gasse den Namen gaben. Rochus von Montpellier lebte den Überlieferungen nach zwischen 1295 und 1379 und ist ein Heiliger der katholischen Kirche, der als Schutzpatron gegen die Pest angerufen wird. Gegen Ende des 18. Jahrhunderts brach man das Spital ab, und bald darauf verschwand auch das Kirchlein unter Neubauten.

## Lage
Der Rochusberg schließt an die Salvatorstraße an, wo die Jungfernturmstraße von Norden einmündet und geht an der Kreuzung mit der Prannerstraße im Bereich des Maxtors in die Rochusstraße über.

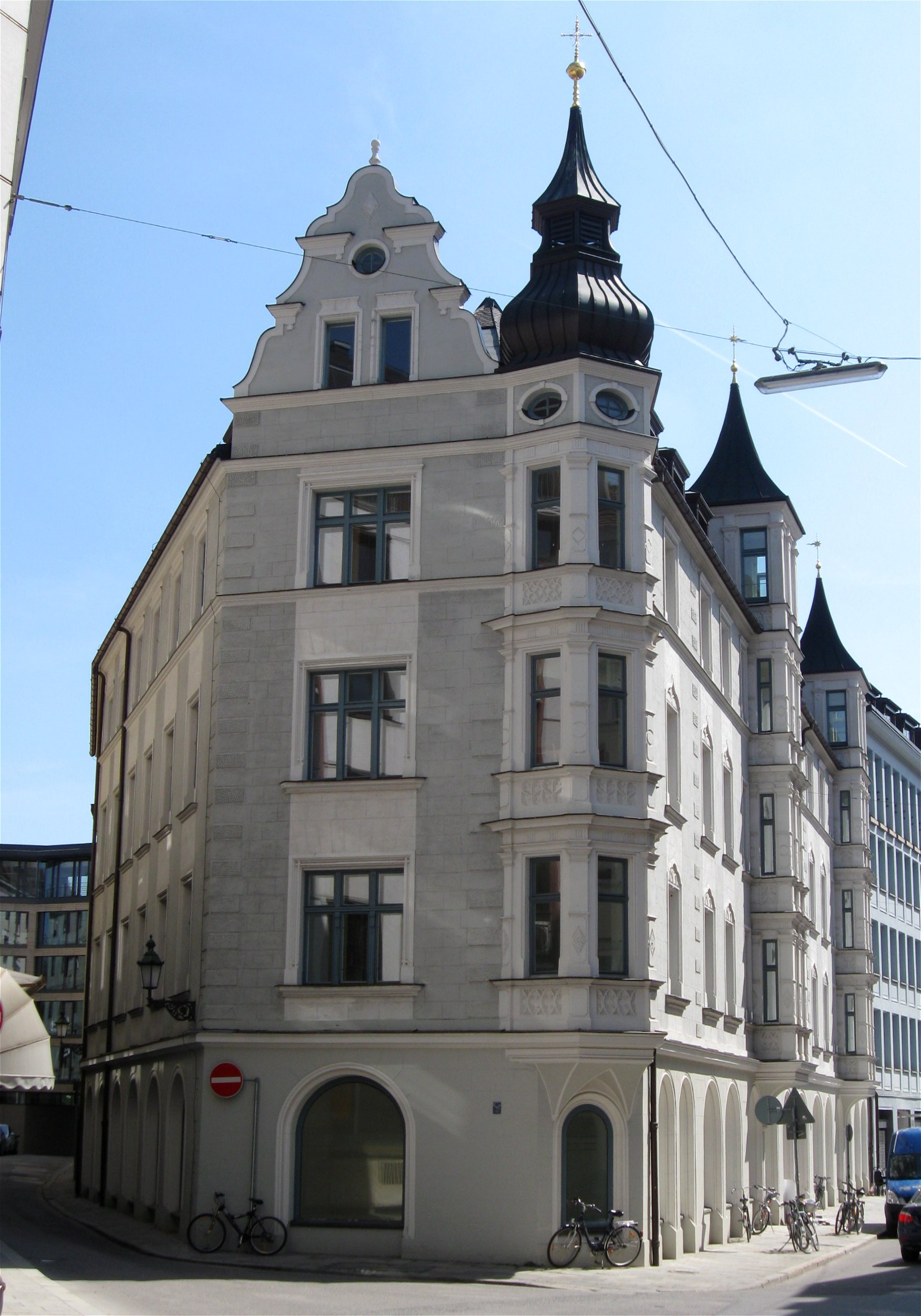
Eckhaus Prannerstraße (rechts) / Rochusberg (links)
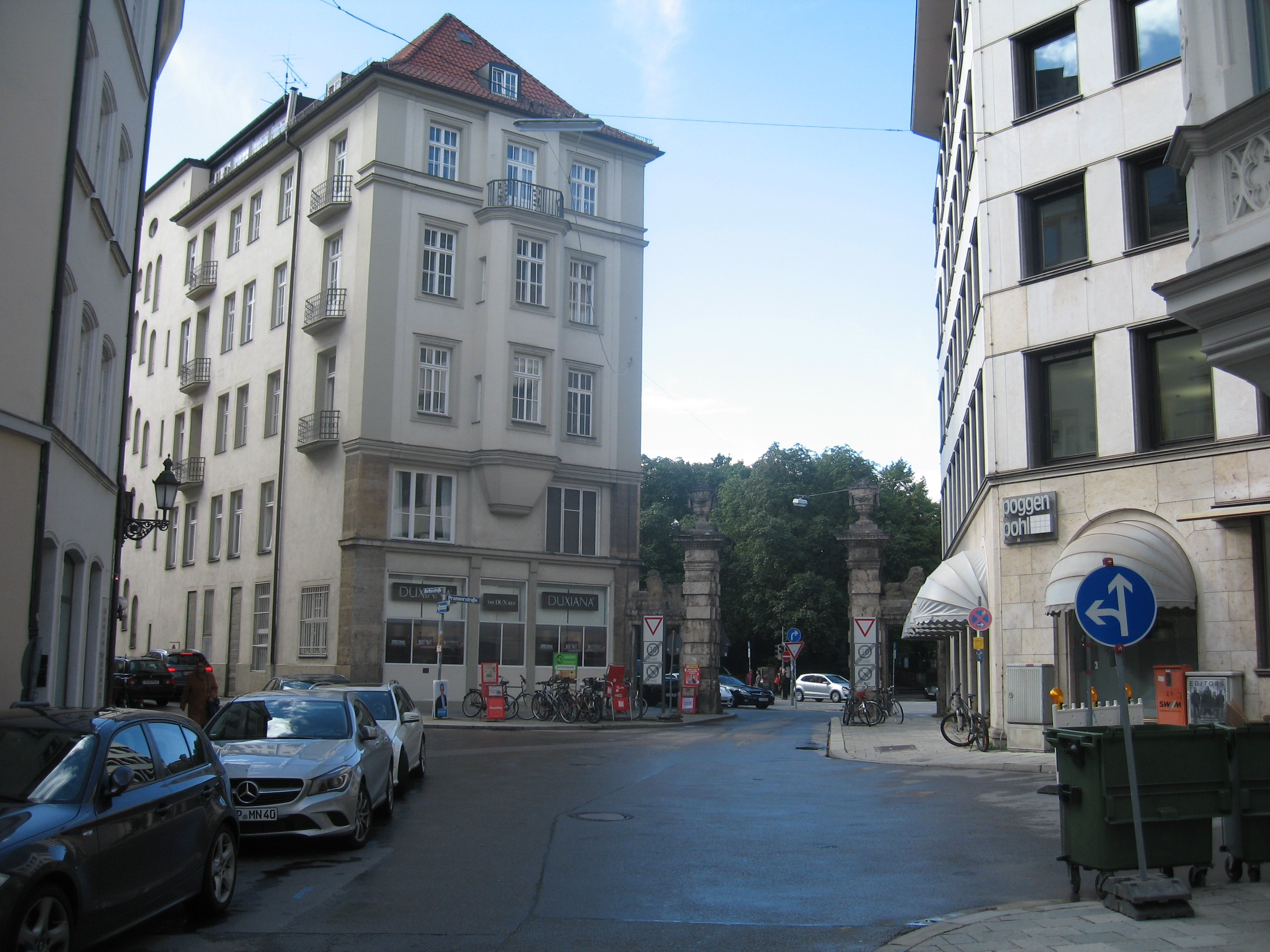
Kreuzung Prannerstraße mit Rochusstraße (links) und Rochusberg (rechts), mit Blick auf das Maxtor und Zufahrt zum Maximiliansplatz